# Grand-Rhône

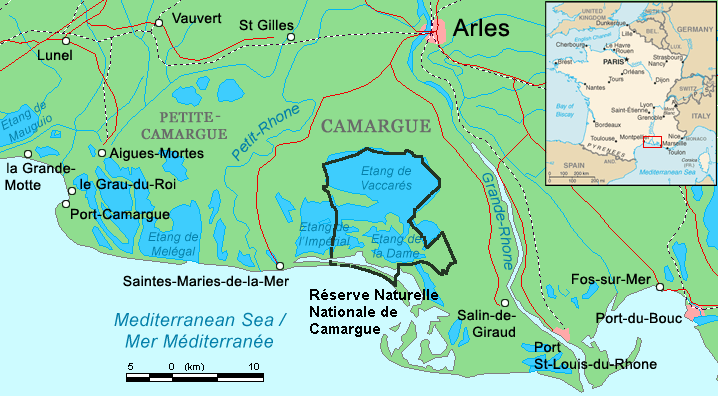
Carte de la Camargue avec le Grand Rhône.

Le Grand Rhône est l'un des deux bras du delta du Rhône, il marque la limite Est de la Camargue et du delta du Rhône. 

## Situation

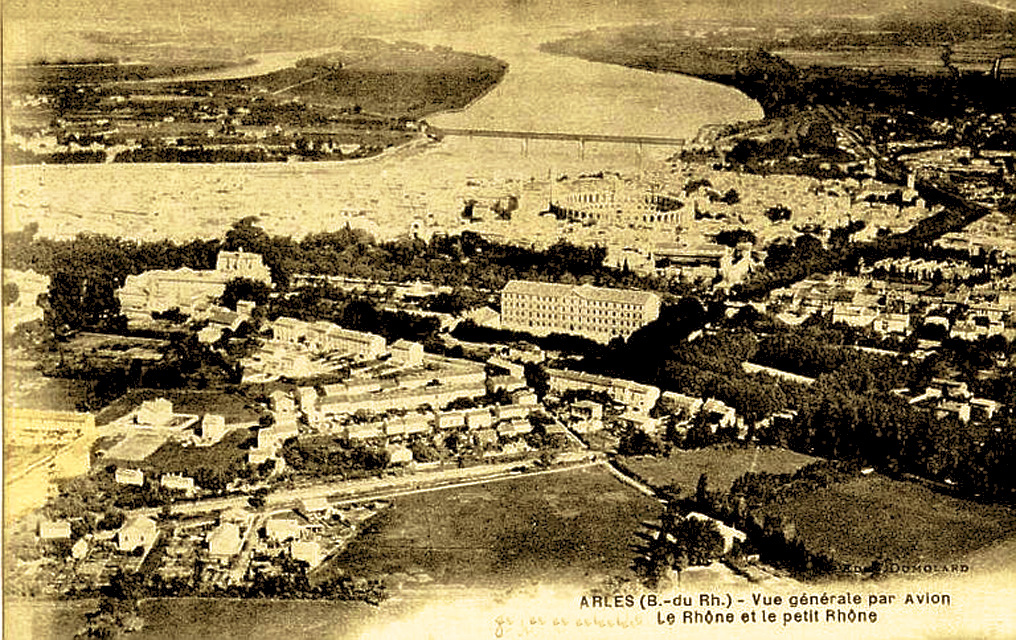
Séparation du Grand Rhône et du Petit Rhône, au nord d'Arles

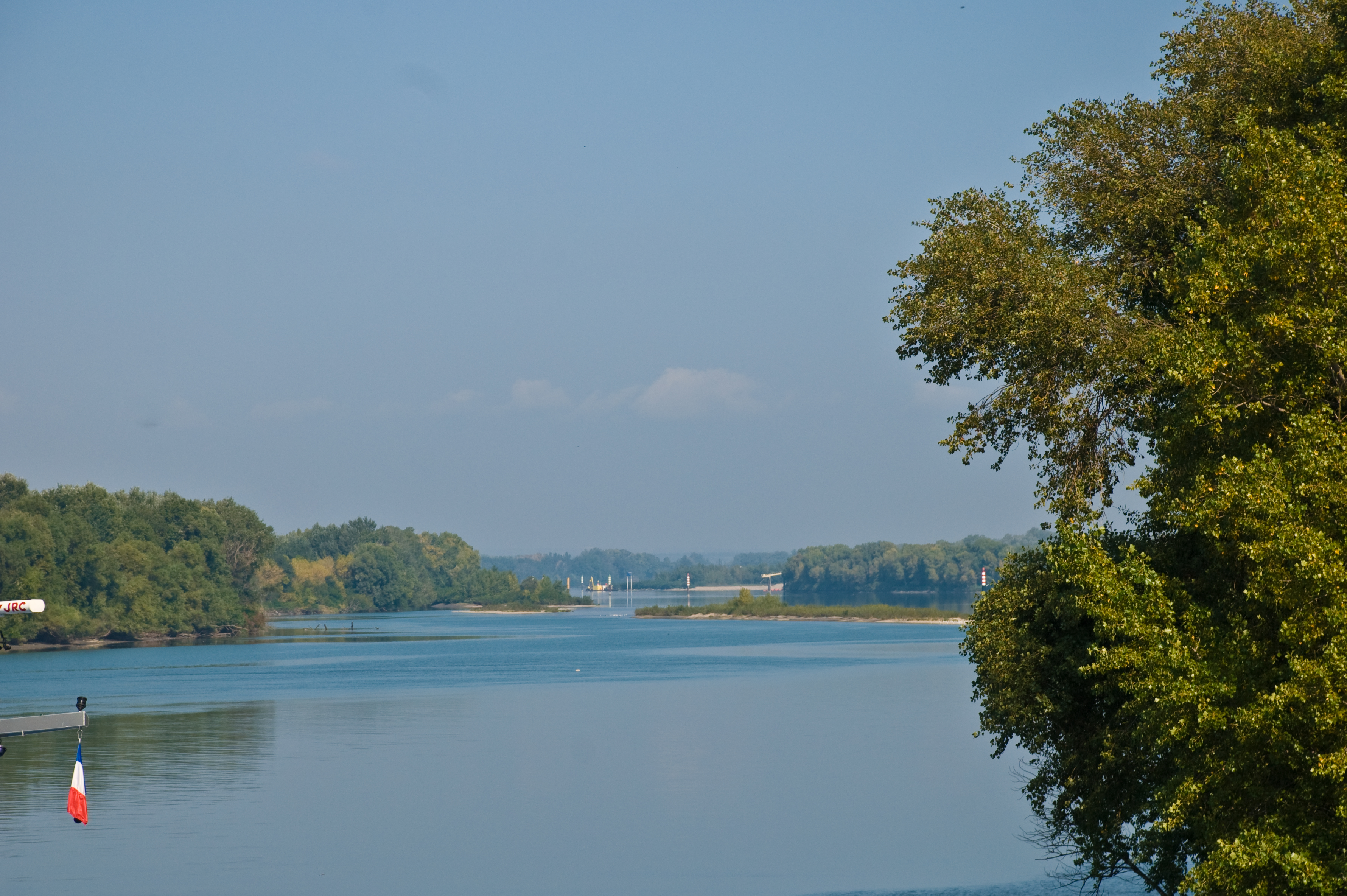
Le Grand Rhône, frontière Est de la Camargue, à la sortie d'Arles

Ce bras du Rhône se sépare du Petit Rhône au nord de la ville d’Arles. Avec un tracé plus rectiligne que le Petit Rhône, il rejoint la mer Méditerranée à Port-Saint-Louis-du-Rhône. 
Avec les deux ponts d'Arles au nord, seul le bac de Barcarin au sud permet de passer d'une rive à l'autre du Grand Rhône.

## Structuration
Le débit du Grand Rhône est estimé dix fois supérieur à celui du Petit Rhône. D'une largeur moyenne de 500 m, il constitue donc le bras principal du Rhône. Caractérisé par les nombreuses lônes qui façonnent son environnement (secteur de Mas-Thibert en rive gauche, secteur de Boisverdun en rive droite), le Grand Rhône est relié au port de Fos-sur-Mer par deux canaux : le canal du Rhône à Fos à hauteur de Salin-de-Giraud, et le canal Saint-Louis à Port-Saint-Louis-du-Rhône.
Les berges du Grand Rhône, très arborées, ont été fixées au 19e siècle au moyen de digues insubmersibles.
La gestion du Grand Rhône du point de vue des milieux aquatiques et de la prévention des inondations est confiée au SYMADREM, syndicat mixte interrégional d’aménagement des digues du delta du Rhône et de la mer, dont le périmètre de compétences s'étend sur 20 communes. Ce syndicat a réalisé plusieurs travaux de renforcement des digues du Grand Rhône, notamment en 2010, le renforcement de la digue sur la rive droite jusqu'à Salin-de-Giraud et la mise à la cote de la digue de Port-Saint-Louis-du-Rhône en rive gauche.

## Protection
Le Grand Rhône en aval d'Arles se trouve sur le territoire du parc naturel régional de Camargue. Il marque la frontière Est entre la Grande Camargue et le secteur du Plan du Bourg et des marais d'Arles et du Vigueirat, respectivement site Natura 2000 et réserve naturelle nationale.